# Venturia roborowskii
Venturia roborowskii là một loài tò vò trong họ Ichneumonidae.